# Raphaël Esrail
Raphaël Esrail (geboren 10. Mai 1925 in Manisa, Türkei; gestorben 22. Januar 2022 in Lannion) war ein französischer Überlebender des Holocaust.

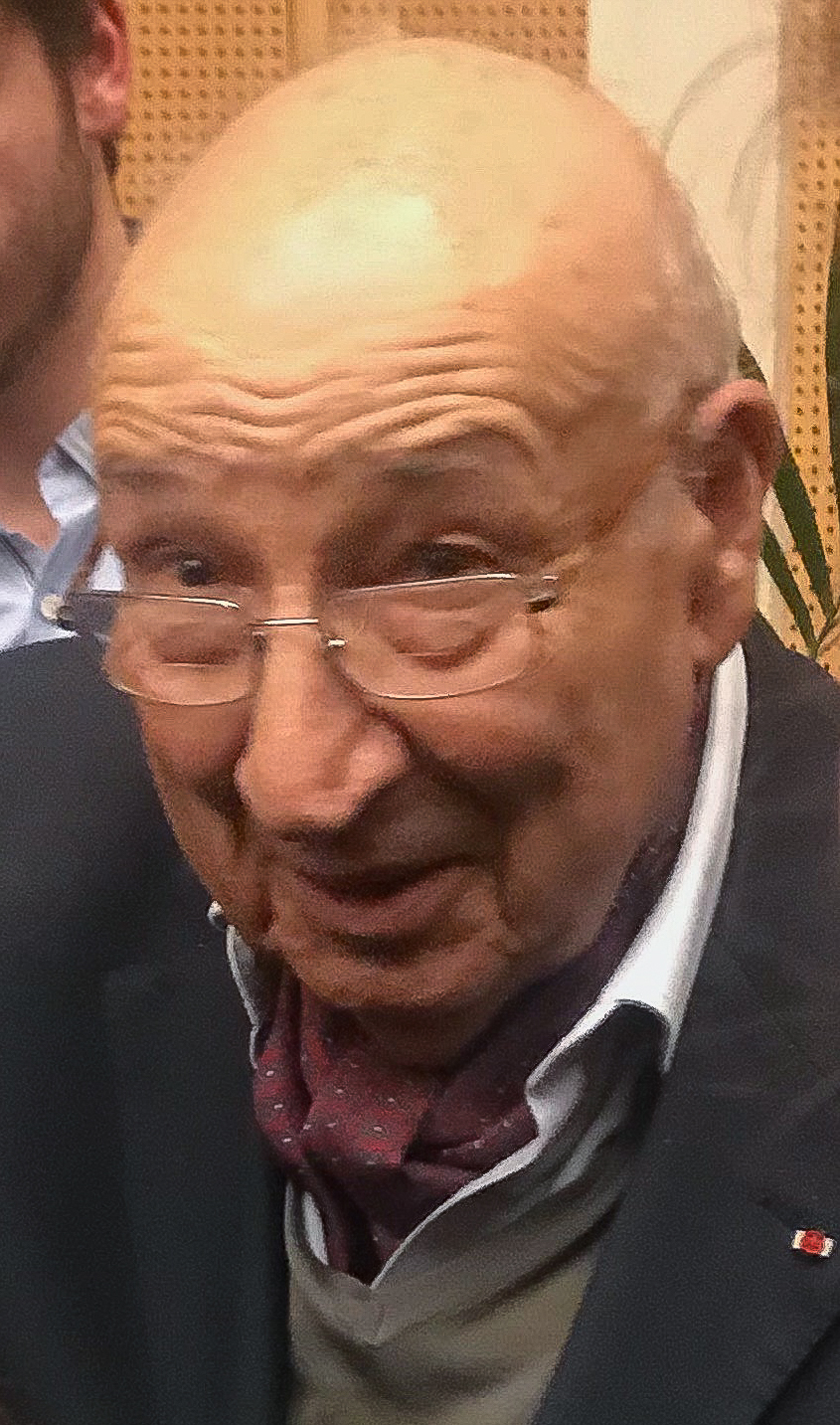
Raphaël Esrail (2018)

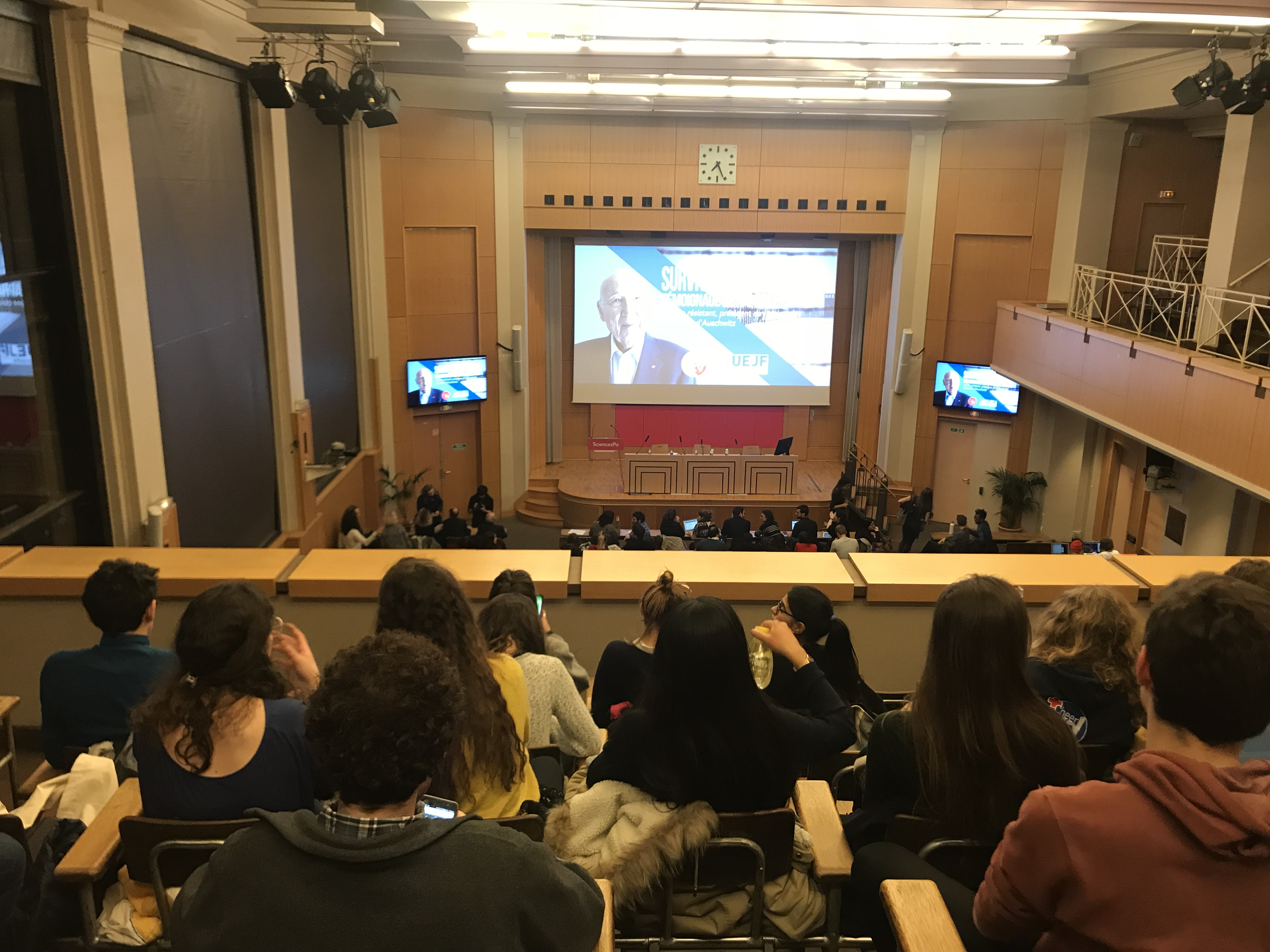
Veranstaltung mit Raphaël Esrail in der Pariser Hochschule Sciences Po (2018)

## Leben
Raphaël Esrails ladinosprachige Eltern zogen mit ihm nach Frankreich, als er ein Jahr alt war. Als Kind schloss er sich der jüdischen Pfadfinderorganisation an. Er besuchte die Ingenieursschule École Centrale de Lyon, als das nationalsozialistische Deutschland 1940 Frankreich besetzte. 1943 wurde er Mitglied einer jüdischen Widerstandsgruppe, in der er als Passfälscher eingesetzt wurde. Im Januar 1944 wurde er von der Vichy-Polizei verhaftet und von der Gestapo im Gefängnis Montluc misshandelt und verhört. Er wurde in das Sammellager Drancy transportiert und am 3. Februar in das KZ Auschwitz deportiert, wo er zur Zwangsarbeit in der Munitionsfabrik der Weichsel-Union-Werke eingesetzt wurde. Im Januar 1945 wurde er in einem Todesmarsch in das KZ-Außenlager „Waldlager“ Ampfing des KZ Dachau überstellt, das am 25. April aufgelöst wurde. Esrail wurde am 1. Mai 1945 von der US Army in der Nähe von Tutzing befreit.
Bei seiner Rückkehr kam er zunächst in Paris in das im Hôtel Lutetia eingerichtete Auffanglager und gelangte von dort zurück nach Lyon. Alle seine Familienmitglieder überlebten die nationalsozialistische Judenverfolgung. Auch seine spätere Ehefrau, Liliane Badour, die er in Drancy kennengelernt hatte, hatte die Lagerhaft im Vernichtungslager Birkenau und im KZ Ravensbrück überstanden. Esrail nahm in Lyon seine Ingenieursausbildung wieder auf und arbeitete von 1948 bis 1999 in Lyon als Angestellter bei der Gaz de France. An die Zeit der Verfolgung wollte er lange Jahre nicht erinnert werden.
Mitte der 1980er Jahre engagierte er sich bei den Amicale d’Auschwitz und wurde deren ehrenamtlicher Sekretär. 2008 wurde er Präsident der Union des Déportés d’Auschwitz.
Esrail war Commandeur de la Légion d’Honneur und wurde 2013 mit seiner Frau von der Bundesrepublik Deutschland mit dem Bundesverdienstkreuz geehrt. Liliane Badour-Esrail starb 2020 im Alter von 95 Jahren.
Raphaël Esrail starb im Januar 2022 im Alter von 96 Jahren.

## Schriften
- Anise Postel-Vinay, Harald Folke, André Rogerie, Raphaël Esrail, Lazare Pytkowicz: La déportation : témoignages et itinéraires de déportés 1942–1945. Frémeaux & associés, Vincennes, 2000 (Audio).
- L’evacuation d’Auschwitz. In: Historiens et Géographes, März 2005, Band 97, Heft 389, S. 45–47.
- Isabelle Ernot, Raphaël Esrail: Mémoire demain : témoignages de déportés. Union des déportés d’Auschwitz, Paris, 2009 (Video).
- L’espérance d’un baiser : le témoignage de l’un des derniers survivants d’Auschwitz. Robert Laffont, Paris, 2017 ISBN 978-2-221-20221-0.
  - Raphaël Esrail, Isabelle Ernot: Die Hoffnung auf einen Kuss: Auschwitz, Liliane und Ich. Herausgegeben von Ulrich Baumann, Sarah Friedrich, Uwe Neumärker. Stiftung Denkmal für die ermordeten Juden Europas, Berlin, 2019 ISBN 978-3-942240-35-2 (Inhaltsverzeichnis)